# Тестур
Тестур (араб. تستور) — місто в Тунісі. Входить до складу вілаєту Беджа. Станом на 2004 рік тут проживало 12 732 особи.